# Dorothy Hamillová
Dorothy Stuart Hamillová (* 26. července 1956 Chicago) je bývalá americká krasobruslařka.
Vyhrála Nebelhorn Trophy 1971 a Pražskou brusli 1972, v letech 1974 až 1976 získala tři tituly seniorské mistryně USA v řadě. Na mistrovství světa v krasobruslení byla sedmá v roce 1972, čtvrtá v roce 1973, v letech 1974 a 1975 získala stříbrnou medaili a v roce 1976 vyhrála. Je rovněž olympijskou vítězkou z Innsbrucku 1976. Po olympiádě ukončila amatérskou kariéru a vystupovala v ledových show Ice Capades a Broadway on Ice, za představení Romea a Julie získala v roce 1983 Cenu Daytime Emmy, v letech 1984 až 1987 vyhrála čtyřikrát v řadě mistrovství světa profesionálů v krasobruslení. V roce 1993 vyhrála spolu s Mary Lou Rettonovou anketu agentury Associated Press o nejpopulárnějšího sportovce v USA.
Jejím prvním manželem byl v letech 1982–1984 zpěvák Dean Paul Martin, s druhým manželem Kennethem Forsythem má dceru Alexandru. Vydala autobiografickou knihu On and Off the Ice, v níž uvedla, že od dětství trpí dědičnou chronickou depresí. V roce 2000 byla uvedena do World Figure Skating Hall of Fame a v roce 2007 do Connecticut Women's Hall of Fame.